# Luis Gregorio Ramos Misioné
Luis Gregorio Ramos Misioné (Astúries, 15 de maig de 1953) és un piragüista espanyol, ja retirat, guanyador de dues medalles olímpiques.
Va participar, als 23 anys, en els Jocs Olímpics d'Estiu de 1976 realitzats a Mont-real (Canadà), on aconseguí guanyar la medalla de plata en la prova masculina de K-4 1000 metres al costat d'Herminio Menéndez, José María Esteban i José Ramón López. En els Jocs Olímpics d'Estiu de 1980 realitzats a Moscou (Unió Soviètica) aconseguí guanyar la medalla de bronze en la prova de K-2 1000 metres al costat d'Herminio Menéndez. En els Jocs Olímpics d'Estiu de 1984 realitzats a Los Angeles (Estats Units) participà en la prova de K-4 1000 metres, finalitzant en sisena posició i aconseguint així un diploma olímpic.
Al llarg de la seva carrera ha guanyat 8 medalles en el Campionat del Món de piragüisme, entre elles una medalla d'or, una medalla de plata i sis medalles de bronze.